# Madrid Challenge by La Vuelta 2018
La 4.ª edición de la Madrid Challenge by La Vuelta, llamada aquel año por motivos de patrocinio WNT Madrid Challenge by La Vuelta, fue una carrera de ciclismo femenino por etapas que se celebró entre el 15 y el 16 de septiembre de 2018 coincidiendo en fecha con las últimas 2 etapas de la Vuelta a España 2018, sobre una distancia total de 112,9 km.
Para esta edición, la competencia pasó de 1 a 2 etapas, en donde la primera etapa fue una contrarreloj por equipos de 14 km y la segunda etapa se corrió en el tradicional circuito urbano de 5,8 km Madrid como preámbulo a la última etapa de la Vuelta, pero incrementando la cantidad de giros a dicho circuito de 15 a 17.
La carrera formó parte del UCI WorldTour Femenino 2018 como competencia de categoría 2.WWT del calendario ciclístico de máximo nivel mundial siendo la vigésimo tercera carrera de dicho circuito y fue ganada por la ciclista neerlandesa Ellen van Dijk del equipo Sunweb. El podio lo completaron la ciclista estadounidense Coryn Rivera del equipo Sunweb y la ciclista francesa Audrey Cordon del equipo Wiggle High5.

## Equipos
Tomaron parte en la carrera un total de 22 equipos invitados por la organización de los cuales 21 correspondieron a equipos de categoría UCI Team Femenino y la selección nacional de España.
| Equipos femeninos (20)- Alé Cipollini - Bepink - Bizkaia-Durango - BTC City Ljubljana - Cogeas - Cylance - Doltcini-Van Eyck Sport - FDJ-Nouvelle Aquitaine-Futuroscope - Health Mate-Cyclelive Team - Hitec Products-Birk Sport - Lotto Soudal Ladies - Mitchelton-Scott - Movistar Team - Parkhotel Valkenburg-Destil - Sopela Women's Team - Sunweb - Swapit Agolico - Valcar PBM - Wiggle High5 - WNT-Rotor Pro Cycling Equipo nacional- España |
| |

## Recorrido
| Etapa     | Fecha     | Recorrido                               | type                     | Distancia (km) | Ganador          | Líder          |
| --------- | --------- | --------------------------------------- | ------------------------ | -------------- | ---------------- | -------------- |
| 1.ª etapa | 15 de sep | Boadilla del Monte – Boadilla del Monte | contrarreloj por equipos | 12,6           | Sunweb           | Leah Kirchmann |
| 2.ª etapa | 16 de sep | Madrid – Madrid                         | etapa llana              | 100,3          | Giorgia Bronzini | Ellen van Dijk |

## Desarrollo de la carrera

### 1.ª etapa
| Boadilla del Monte - Boadilla del Monte | contrarreloj por equipos | (12,6 km) |

| \| Clasificación de la etapa \| Clasificación de la etapa \| Clasificación de la etapa \| Clasificación de la etapa \| Clasificación de la etapa \| Clasificación de la etapa \| \| Equipo \| Equipo \| Tiempo \| Diferencia \| Promedio \| \| \| ------------------------- \| ---------------------------------- \| ------------------------- \| ------------------------- \| ------------------------- \| ------------------------- \| \| 1.º \| Sunweb \| 17 min 40 s \| 0 s \| 42.792 km/h \| \| \| 2.º \| Wiggle High5 \| 17 min 58 s \| + 18 s \| 42.078 km/h \| \| \| 3.º \| Mitchelton-Scott \| 18 min 26 s \| + 46 s \| 41.013 km/h \| \| \| 4.º \| BTC City Ljubljana \| 18 min 32 s \| + 52 s \| 40.791 km/h \| \| \| 5.º \| Cogeas \| 18 min 50 s \| + 1 min 10 s \| 40.142 km/h \| \| \| 6.º \| Valcar PBM \| 18 min 54 s \| + 1 min 14 s \| 40.000 km/h \| \| \| 7.º \| Movistar Team \| 18 min 54 s \| + 1 min 14 s \| 40.000 km/h \| \| \| 8.º \| FDJ-Nouvelle Aquitaine-Futuroscope \| 19 min 02 s \| + 1 min 22 s \| 39.720 km/h \| \| \| 9.º \| Alé Cipollini \| 19 min 04 s \| + 1 min 24 s \| 39.650 km/h \| \| \| 10.º \| Parkhotel Valkenburg-Destil \| 19 min 04 s \| + 1 min 24 s \| 39.650 km/h \| \| |                                    |             |              |             |
| |                                    |             |              |             |
| Fuente: ProCyclingStats |                                    |             |              |             |
| Clasificación de la etapa |                                    |             |              |             |
| Equipo | Equipo                             | Tiempo      | Diferencia   | Promedio    |
| 1.º | Sunweb                             | 17 min 40 s | 0 s          | 42.792 km/h |
| 2.º | Wiggle High5                       | 17 min 58 s | + 18 s       | 42.078 km/h |
| 3.º | Mitchelton-Scott                   | 18 min 26 s | + 46 s       | 41.013 km/h |
| 4.º | BTC City Ljubljana                 | 18 min 32 s | + 52 s       | 40.791 km/h |
| 5.º | Cogeas                             | 18 min 50 s | + 1 min 10 s | 40.142 km/h |
| 6.º | Valcar PBM                         | 18 min 54 s | + 1 min 14 s | 40.000 km/h |
| 7.º | Movistar Team                      | 18 min 54 s | + 1 min 14 s | 40.000 km/h |
| 8.º | FDJ-Nouvelle Aquitaine-Futuroscope | 19 min 02 s | + 1 min 22 s | 39.720 km/h |
| 9.º | Alé Cipollini                      | 19 min 04 s | + 1 min 24 s | 39.650 km/h |
| 10.º | Parkhotel Valkenburg-Destil        | 19 min 04 s | + 1 min 24 s | 39.650 km/h |

| \| Clasificación general \| Clasificación general \| Clasificación general \| Clasificación general \| Clasificación general \| \| Ciclista \| Ciclista \| Equipo \| Tiempo \| \| \| --------------------- \| --------------------- \| --------------------- \| --------------------- \| --------------------- \| \| 1.ª \| Leah Kirchmann \| Sunweb \| 17 h 40 min 00 s \| \| \| 2.ª \| Coryn Rivera \| Sunweb \| + 0 s \| \| \| 3.ª \| Ellen van Dijk \| Sunweb \| + 0 s \| \| \| 4.ª \| Liane Lippert \| Sunweb \| + 0 s \| \| \| 5.ª \| Audrey Cordon-Ragot \| Wiggle High5 \| + 18 s \| \| \| 6.ª \| Elisa Longo Borghini \| Wiggle High5 \| + 18 s \| \| \| 7.ª \| Emilia Fahlin \| Wiggle High5 \| + 18 s \| \| \| 8.ª \| Lisa Brennauer \| Wiggle High5 \| + 18 s \| \| \| 9.ª \| Kirsten Wild \| Wiggle High5 \| + 18 s \| \| \| 10.ª \| Gracie Elvin \| Mitchelton-Scott \| + 46 s \| \| |                      |                  |                  |
| |                      |                  |                  |
| Fuente: ProCyclingStats |                      |                  |                  |
| Clasificación general |                      |                  |                  |
| Ciclista | Ciclista             | Equipo           | Tiempo           |
| 1.ª | Leah Kirchmann       | Sunweb           | 17 h 40 min 00 s |
| 2.ª | Coryn Rivera         | Sunweb           | + 0 s            |
| 3.ª | Ellen van Dijk       | Sunweb           | + 0 s            |
| 4.ª | Liane Lippert        | Sunweb           | + 0 s            |
| 5.ª | Audrey Cordon-Ragot  | Wiggle High5     | + 18 s           |
| 6.ª | Elisa Longo Borghini | Wiggle High5     | + 18 s           |
| 7.ª | Emilia Fahlin        | Wiggle High5     | + 18 s           |
| 8.ª | Lisa Brennauer       | Wiggle High5     | + 18 s           |
| 9.ª | Kirsten Wild         | Wiggle High5     | + 18 s           |
| 10.ª | Gracie Elvin         | Mitchelton-Scott | + 46 s           |

### 2.ª etapa
| Madrid - Madrid | etapa llana | (100,3 km) |

| \| Clasificación de la etapa \| Clasificación de la etapa \| Clasificación de la etapa \| Clasificación de la etapa \| Clasificación de la etapa \| \| Ciclista \| Ciclista \| Equipo \| Tiempo \| \| \| ------------------------- \| ------------------------- \| ------------------------- \| ------------------------- \| ------------------------- \| \| 1.ª \| Giorgia Bronzini \| Cylance \| 2 h 17 min 28 s \| \| \| 2.ª \| Sarah Roy \| Mitchelton-Scott \| + 0 s \| \| \| 3.ª \| Charlotte Becker \| Hitec Products-Birk Sport \| + 0 s \| \| \| 4.ª \| Ilaria Sanguineti \| Valcar PBM \| + 0 s \| \| \| 5.ª \| Audrey Cordon-Ragot \| Wiggle High5 \| + 0 s \| \| \| 6.ª \| Ellen van Dijk \| Sunweb \| + 0 s \| \| \| 7.ª \| Lucinda Brand \| Sunweb \| + 0 s \| \| \| 8.ª \| Małgorzata Jasińska \| Movistar Team \| + 0 s \| \| \| 9.ª \| Roxane Knetemann \| Alé Cipollini \| + 0 s \| \| \| 10.ª \| Polona Batagelj \| BTC City Ljubljana \| + 0 s \| \| |                     |                           |                 |
| |                     |                           |                 |
| |                     |                           |                 |
| Clasificación de la etapa |                     |                           |                 |
| Ciclista | Ciclista            | Equipo                    | Tiempo          |
| 1.ª | Giorgia Bronzini    | Cylance                   | 2 h 17 min 28 s |
| 2.ª | Sarah Roy           | Mitchelton-Scott          | + 0 s           |
| 3.ª | Charlotte Becker    | Hitec Products-Birk Sport | + 0 s           |
| 4.ª | Ilaria Sanguineti   | Valcar PBM                | + 0 s           |
| 5.ª | Audrey Cordon-Ragot | Wiggle High5              | + 0 s           |
| 6.ª | Ellen van Dijk      | Sunweb                    | + 0 s           |
| 7.ª | Lucinda Brand       | Sunweb                    | + 0 s           |
| 8.ª | Małgorzata Jasińska | Movistar Team             | + 0 s           |
| 9.ª | Roxane Knetemann    | Alé Cipollini             | + 0 s           |
| 10.ª | Polona Batagelj     | BTC City Ljubljana        | + 0 s           |

## Clasificaciones finales
Las clasificaciones finalizaron de la siguiente forma:

### Clasificación general
| \| Clasificación general \| Clasificación general \| Clasificación general \| Clasificación general \| Clasificación general \| \| Ciclista \| Ciclista \| Equipo \| Tiempo \| \| \| --------------------- \| --------------------- \| --------------------- \| --------------------- \| --------------------- \| \| 1.ª \| Ellen van Dijk \| Sunweb \| 2 h 35 min 03 s \| \| \| 2.ª \| Coryn Rivera \| Sunweb \| + 11 s \| \| \| 3.ª \| Audrey Cordon-Ragot \| Wiggle High5 \| + 15 s \| \| \| 4.ª \| Leah Kirchmann \| Sunweb \| + 18 s \| \| \| 5.ª \| Liane Lippert \| Sunweb \| + 18 s \| \| \| 6.ª \| Emilia Fahlin \| Wiggle High5 \| + 29 s \| \| \| 7.ª \| Lisa Brennauer \| Wiggle High5 \| + 36 s \| \| \| 8.ª \| Elisa Longo Borghini \| Wiggle High5 \| + 36 s \| \| \| 9.ª \| Sarah Roy \| Mitchelton-Scott \| + 41 s \| \| \| 10.ª \| Polona Batagelj \| BTC City Ljubljana \| + 57 s \| \| |                      |                    |                 |
| |                      |                    |                 |
| Fuente: ProCyclingStats |                      |                    |                 |
| Clasificación general |                      |                    |                 |
| Ciclista | Ciclista             | Equipo             | Tiempo          |
| 1.ª | Ellen van Dijk       | Sunweb             | 2 h 35 min 03 s |
| 2.ª | Coryn Rivera         | Sunweb             | + 11 s          |
| 3.ª | Audrey Cordon-Ragot  | Wiggle High5       | + 15 s          |
| 4.ª | Leah Kirchmann       | Sunweb             | + 18 s          |
| 5.ª | Liane Lippert        | Sunweb             | + 18 s          |
| 6.ª | Emilia Fahlin        | Wiggle High5       | + 29 s          |
| 7.ª | Lisa Brennauer       | Wiggle High5       | + 36 s          |
| 8.ª | Elisa Longo Borghini | Wiggle High5       | + 36 s          |
| 9.ª | Sarah Roy            | Mitchelton-Scott   | + 41 s          |
| 10.ª | Polona Batagelj      | BTC City Ljubljana | + 57 s          |

### Clasificación por puntos
| Clasificación por puntos | Clasificación por puntos | Clasificación por puntos           | Clasificación por puntos | Clasificación por puntos |
| Ciclista                 | Ciclista                 | Equipo                             | Puntos                   |                          |
| ------------------------ | ------------------------ | ---------------------------------- | ------------------------ | ------------------------ |
| 1.ª                      | Ilaria Sanguineti        | Valcar PBM                         | 17 pts                   |                          |
| 2.ª                      | Audrey Cordon-Ragot      | Wiggle High5                       | 14 pts                   |                          |
| 3.ª                      | Ellen van Dijk           | Sunweb                             | 11 pts                   |                          |
| 4.ª                      | Giorgia Bronzini         | Cylance                            | 10 pts                   |                          |
| 5.ª                      | Rozanne Slik             | FDJ-Nouvelle Aquitaine-Futuroscope | 10 pts                   |                          |
| 6.ª                      | Coryn Rivera             | Sunweb                             | 9 pts                    |                          |
| 7.ª                      | Emilia Fahlin            | Wiggle High5                       | 9 pts                    |                          |
| 8.ª                      | Sarah Roy                | Mitchelton-Scott                   | 9 pts                    |                          |
| 9.ª                      | Charlotte Becker         | Hitec Products-Birk Sport          | 7 pts                    |                          |
| 10.ª                     | Lucía González           | Bizkaia-Durango                    | 7 pts                    |                          |

## UCI WorldTour Femenino
La Madrid Challenge by La Vuelta otorga puntos para el UCI WorldTour Femenino 2018, incluyendo a todas las corredoras de los equipos en las categorías UCI Team Femenino. Las siguientes tablas muestran el baremo de puntuación y las 10 corredoras que obtuvieron más puntos:
| Posición   | 1.ª | 2.ª | 3.ª | 4.ª | 5.ª | 6.ª | 7.ª | 8.ª | 9.ª | 10.ª | 11.ª | 12.ª | 13.ª | 14.ª | 15.ª | 16.ª-30.ª | 31.ª-40.ª |
| Puntuación | 200 | 150 | 125 | 100 | 85  | 70  | 60  | 50  | 40  | 35   | 30   | 25   | 20   | 15   | 10   | 5         | 3         |

| Clasificación |                      |                    |        |
| Posición      | Ciclista             | Equipo             | Puntos |
| ------------- | -------------------- | ------------------ | ------ |
| 1.ª           | Ellen van Dijk       | Sunweb             | 200    |
| 2.ª           | Coryn Rivera         | Sunweb             | 150    |
| 3.ª           | Audrey Cordon        | Wiggle High5       | 125    |
| 4.ª           | Leah Kirchmann       | Sunweb             | 100    |
| 5.ª           | Liane Lippert        | Sunweb             | 85     |
| 6.ª           | Emilia Fahlin        | Wiggle High5       | 70     |
| 7.ª           | Lisa Brennauer       | Wiggle High5       | 60     |
| 8.ª           | Elisa Longo Borghini | Wiggle High5       | 50     |
| 9.ª           | Sarah Roy            | Mitchelton Scott   | 40     |
| 10.ª          | Polona Batagelj      | BTC City Ljubljana | 35     |